# 2015 au Luxembourg
Chronologie du Luxembourg
- 2011
- 2012
- 2013
- 2014
- 2015
- 2016
- 2017
- 2018
- 2019

Événements de l'année 2015 au Luxembourg.

## Évènements

### Janvier
- 1er janvier : premier mariage homosexuel au Luxembourg, à Differdange.

### Juin
- 3 – 7 juin : 75e Tour de Luxembourg remporté par Linus Gerdemann.
- 5 – 21 juin : 8e Championnat d'Europe de volley-ball masculin des petits États.
- 7 juin : référendum constitutionnel, les Luxembourgeois ont rejeté trois propositions de réforme.
- 23 juin : Fête nationale.

### Juillet
- 1er juillet : le Luxembourg prend la présidence tournante de l'Union européenne et succède à la Lettonie.

### Octobre
- 19 – 25 octobre : tournoi de tennis de Luxembourg.

### Décembre
- 18 décembre : remaniement du gouvernement Bettel-Schneider.

## Décès
- 8 janvier : Marc Olinger, acteur et metteur en scène luxembourgeois.
- 8 juillet : André Zirves, résistant et homme politique luxembourgeois.